# アオイハル
『アオイハル』は、ラックライフのインディーズ4作目のシングル。2020年5月6日にBeat Art Recordingsから発売された。

## 概要
シングルのリリースは「Lily」から1年振り。
インディーズのシングルとしては「変わらない空」から約4年8か月振りのリリース。
表題曲「アオイハル」は、カンロ「ボイスケアのど飴」キャンペーンソング。
担当者からは、当初「ミドルからアップの弾けるような曲」をリクエストされたが、「めちゃめちゃバラードが生まれました（笑）。かなり迷って悩んで何曲か作ったからアップテンポの曲もあったんですけど、できた時に『これや！』って思ったんです。」とインタビューで語っている

## 収録曲
（全作詞・作曲：PON、編曲：ラックライフ） 
1. アオイハル
カンロ「ボイスケアのど飴」キャンペーンソング
2. image
3. あんたが大将